# Helena (schip, 1876)
De stevenaak Helena werd in 1875 op stapel gezet en in het Rijnschepenregister opgenomen. Het kwam in 1876 voor het eerst in de vaart. Het schip is gebouwd voor de vaart op de Rijn en is naast het oudste ijzeren zeilende binnenvaartschip van Nederland ook een varend monument. Het schip kreeg in 1876 een certificaat van onderzoek "von Strasbourg bis am Mehr" en heeft ook nu nog een certificaat tot Bazel waarmee het tegenwoordig geschikt is voor het varen met passagiers op de Rijn. Het heeft de Leuvehaven in Rotterdam als thuishaven.

## Geschiedenis
Aangenomen is dat het schip door de eerste eigenaar vooral voor het vervoer van steenkool en ijzererts werd gebruikt, vanuit het Ruhrgebied naar Nederland en Antwerpen. Het schip was geschikt voor kleinere partijen dan die met een sleepschip werden vervoerd. Het werd in 1911 verkocht aan schipper Rijnvos. Daarbij werd het originele tuig door een nieuw vervangen, de mast ingekort en een kleine bezaanmast tegen de naar het achterschip verplaatste woning gemonteerd.
Schipper Rijnvos gaf het schip de naam Antonius Maria en van hem is bekend dat hij een beeldje van Sint-Antonius bij de koop in het achterschip plaatste. Hij verdiende met het schip voldoende om in 1926 bij werf Bodewes Binnenvaart in Millingen aan de Rijn een nieuwe kempenaar Antonius Maria te kunnen laten bouwen.
Kort na de aankoop door schipper Verburg in 1926 werd het schip werd in de haven van Geertruidenberg aangevaren en is het daar gezonken. Na te zijn gelicht werd het bij Bodewes Binnenvaart gerepareerd. In 1929 werden er dubbelplaten aangebracht en een nieuw eikenhouten roer. Er kwam een opduwer met een Ford-benzinemotor, die later vervangen werd door een Kromhout-motor.
Bij het uitvaren in Tiel liep een snel varend schip in de stuurboordzij, met aanzienlijke schade als gevolg. Ook dat werd weer hersteld. Tijdens de oorlog werd het schip gevorderd en moest worden doorgevaren.
Nadat het in 1954 van achteren bij Orsau werd overvaren door het motortankschip Teutonia, en samen met de opduwer zonk heeft het schip tussen de kribben bij Millingen aan de Rijn gelegen. Het beeldje van Sint-Antonius ging hierbij ook verloren. Het werd gelicht en er werd een nieuw geheel geklonken achterschip aan gelast. (Na de restauratie werd een identiek beeldje weer in een nis in de achterpiek geplaatst.) Het was de derde aanvaring onder schipper Verburg en de verzekering keerde de reparatiekosten wel uit, maar "drie keer is scheepsrecht". De schipper nam het risico niet meer om onverzekerd te varen en vreesde dat hij met een volgende aanvaring geen uitbetaling van de schade meer vergoed zou krijgen. Het ging verder als sleepschip.
Het casco werd verkocht aan een handelaar in Rotterdam en kreeg de naam  Argus. Het heeft nog even voor de  Gekro gevaren. Rond 1960 werd het eigendom van de firma Mannekes, die het voor vletwerk en drijvende opslag van magnesiet gebruikte in de Keilehaven in Rotterdam. Het werd in 1978 aangeboden voor de sloop, als gevolg van de gevorderde slechte staat van het schip. Vis in Rijswijk, de sloper, verkocht het schip echter aan een liefhebber. Die beet z'n tanden op de restauratie stuk, evenals andere liefhebbers in de Laakhaven en Haarlemmerliede. Het casco werd uiteindelijk gekocht door scheepsrestaurateur Bart Vermeer. Omdat de restauratie te omvangrijk was om privé uit te voeren nam in 1998 de Stichting Het Rotterdamse Zeilschip de ‘Helena’ van hem over. Bart Vermeer bleef projectleider.

## Restauratie
Om het schip naar de oude staat te kunnen restaureren werd lang gesproken met oud schippers, er werden scheepsmodellen en oude foto’s bekeken. Daarbij hielp het dat een oude tekening van de tuigage werd gevonden op de werf van Jonker. Er werd besloten om al het ijzerwerk ambachtelijk te klinken, de roef te herbouwen en in te richten in oude stijl en de oorspronkelijke tuigage weer in ere te herstellen, net zoals het vrachtruim. Door middel van de oude gevonden tekening kon de tuigage helemaal authentiek worden gereconstrueerd. Het schip werd in mei 1998 met een grote mobiele kraan van Van Seumeren vanaf de helling van Scheepshelling Koningspoort op de wal daar gezet. Bijna het hele dek werd voorzien van (oud) nieuw plaatwerk met het kenmerkende oude lange ruitmotief en ook de voorsteven werd gerestaureerd. In verband met de eisen die tegenwoordig worden gesteld moesten ook verspreid over het hele schip flink wat huidplaten vervangen worden. Omdat het schip gebouwd was met puddelijzer was er heel slecht aan te lassen. Naar schatting achteraf zijn er voor de restauratie, bijna alles handmatig en voor een klein deel ook met luchtgedreven gereedschap, pakweg zo'n 15.000 klinknagels gebruikt.
Na anderhalf jaar werk kon het schip met eenzelfde kraan weer op de helling worden geplaatst, daar werd ook het vlak gerepareerd en kon het schip weer te water worden gelaten. Het werd gestraald en geschilderd bij Van der Giessen-de Noord. De restauratie werd voortgezet in een zijsloot van de Sliksloot aan de westzijde van de De Zaag, een eiland in Krimpen aan de Lek. Het werk is vanaf 2002 grotendeels afgerond in de Leuvehaven en in 2003 kon het schip weer in de vaart genomen worden.

## Certificaat van Onderzoek
Om weer een geldig certificaat van onderzoek te krijgen ging het schip weer terug naar de Krimpen aan de Lek, waar de puntjes op de i werden gezet. In totaal heeft het 9 jaar geduurd voordat het certificaat rond was. Het werd uiteindelijk verkregen in oktober 2006 als zeilend historisch schip, hoewel de technische eisen op de Rijn (ROSR) nog geen eisen voor zeilende schepen en historische schepen kende. Het kwam uiteindelijk voor elkaar door keurmeesters van de Rijn uit te nodigen op het schip om begrip te krijgen en dat was een ommekeer in de certificering. Op sommige eisen heeft het schip een individuele ontheffing gekregen. Ten behoeve van de restauratie en exploitatie werd de B.V. Rijnrederij 'Helena' opgericht.
De verplichte modernere techniek is zoveel mogelijk uit zicht weggewerkt. In het ruim zijn daarom losse units geplaatst met daarin de kombuis en de toiletten. Deze kunnen als geheel uit het schip gehesen worden. Ook de bar en alle meubilair zijn uit losse elementen gebouwd. In het ruim zijn daardoor alle klinkconstructies in het zicht gebleven. De oude merktekens zijn uitvoerig gedocumenteerd en daarmee bewaard gebleven tot het moment dat er voldoende gelegenheid is om ze weer op het schip in te beitelen.

## Rijnreis
De Schweizerischen Rheinhäfen heeft de stevenaak in 2014 uitgenodigd om voor het Hafenfest weer eens de Rijn op te varen tot het hoogst bevaarbare punt: Bazel. Het eerste stuk tot aan de Sluis bij Iffezheim vanwege de sterke stroming op de Rijn gesleept door het 110 meter lange binnenvaartschip ‘Dina’, daarna op eigen kracht naar Bazel.

## Liggers Scheepmetingsdienst[4]
| Meetnummer | District en volgnr. | Meetdatum   | Meetplaats | Lengte [m] | Breedte [m] | Inzinking [m] | Waterverplaatsing [ton] | Naam           | Eigenaar         | Domicilie |
| ---------- | ------------------- | ----------- | ---------- | ---------- | ----------- | ------------- | ----------------------- | -------------- | ---------------- | --------- |
|            | Arnhem 289          | 17 mei 1913 | Millingen  | 34,81      | 5,94        | –             | 219,253                 | ANTONIUS MARIA | Adrianus Rijnvos | Roermond  |

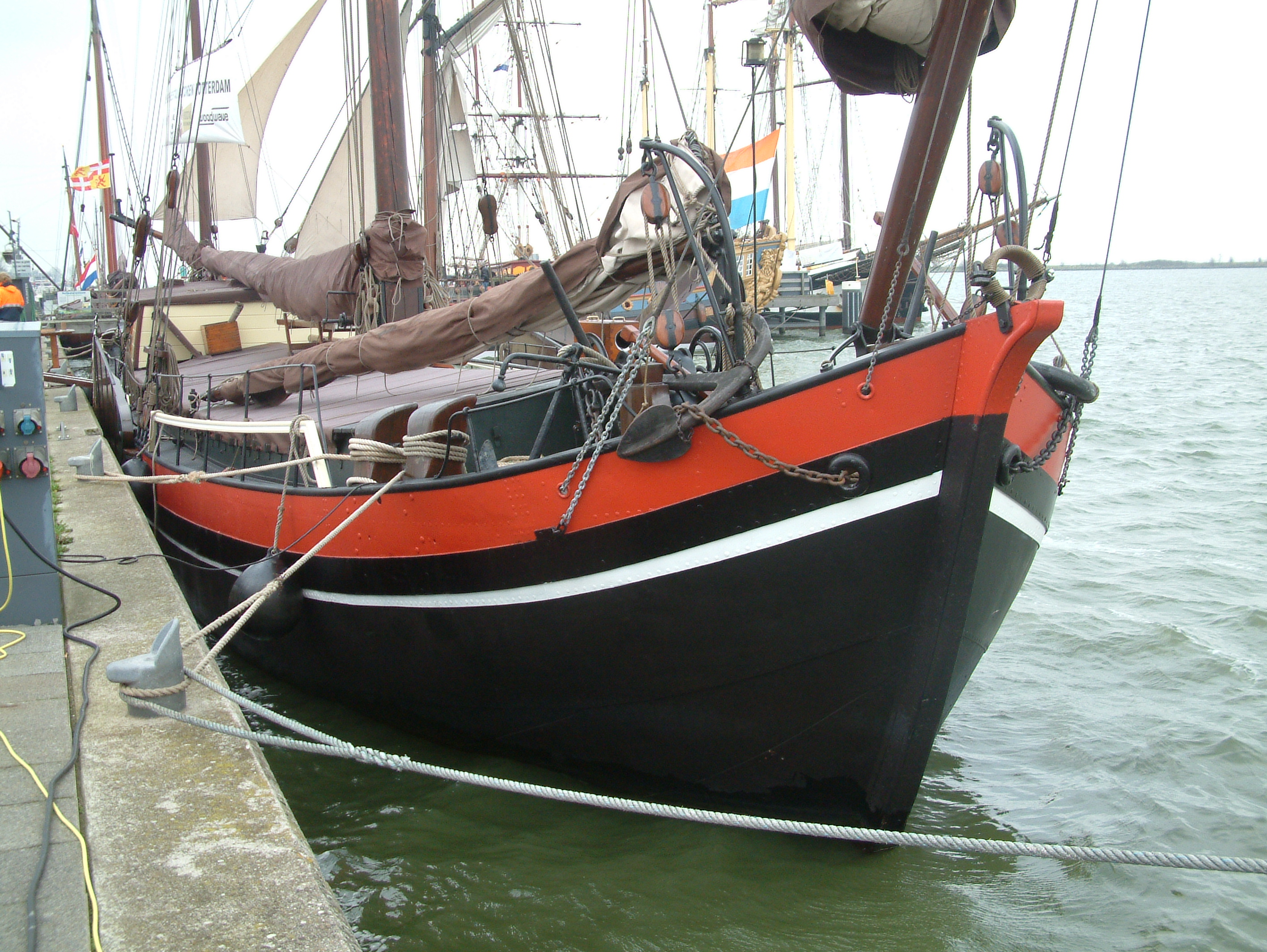
Voor de wal bij de klassieke schepenbeurs in Enkhuizen
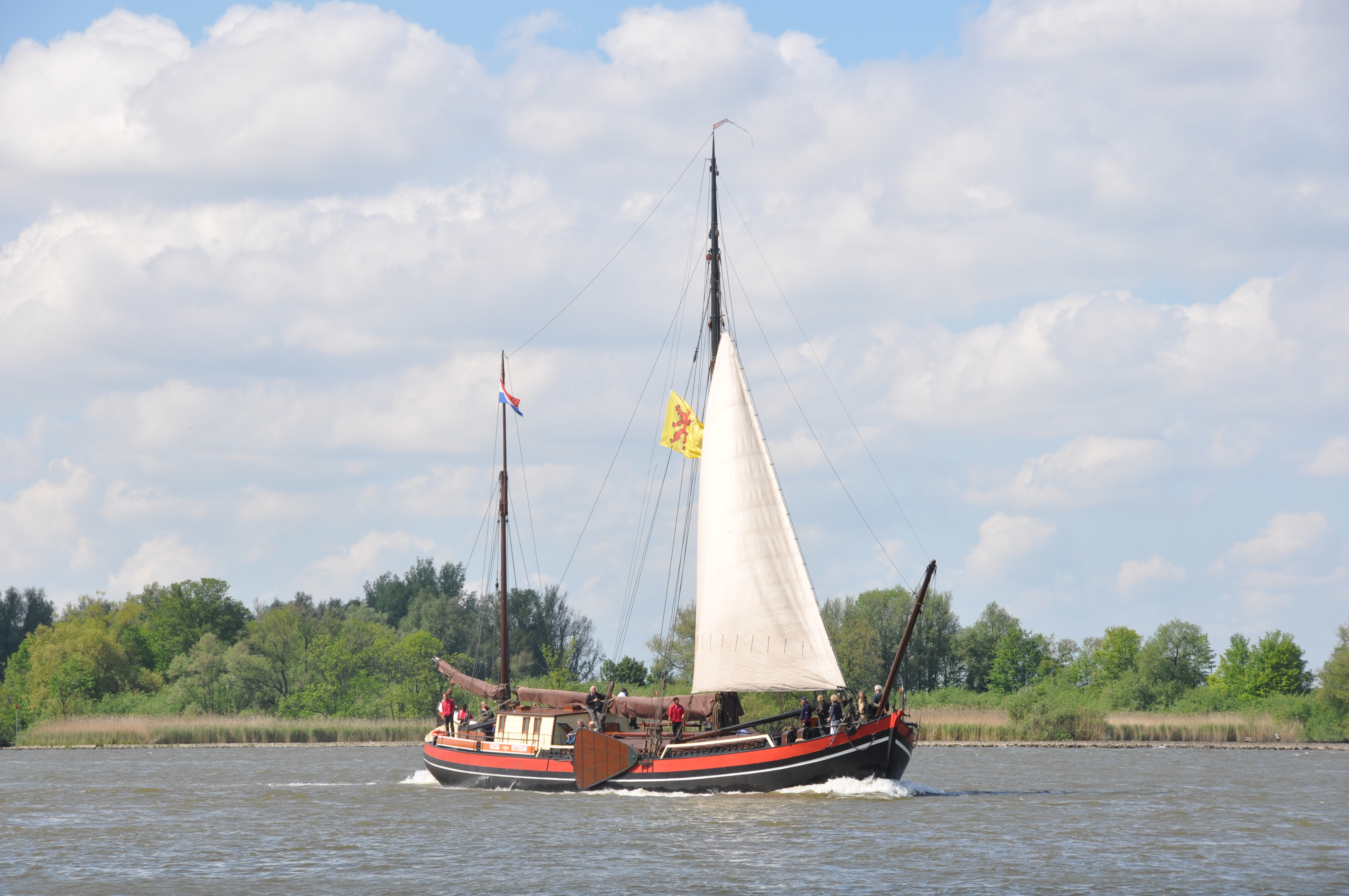
Op de Nieuwe Maas
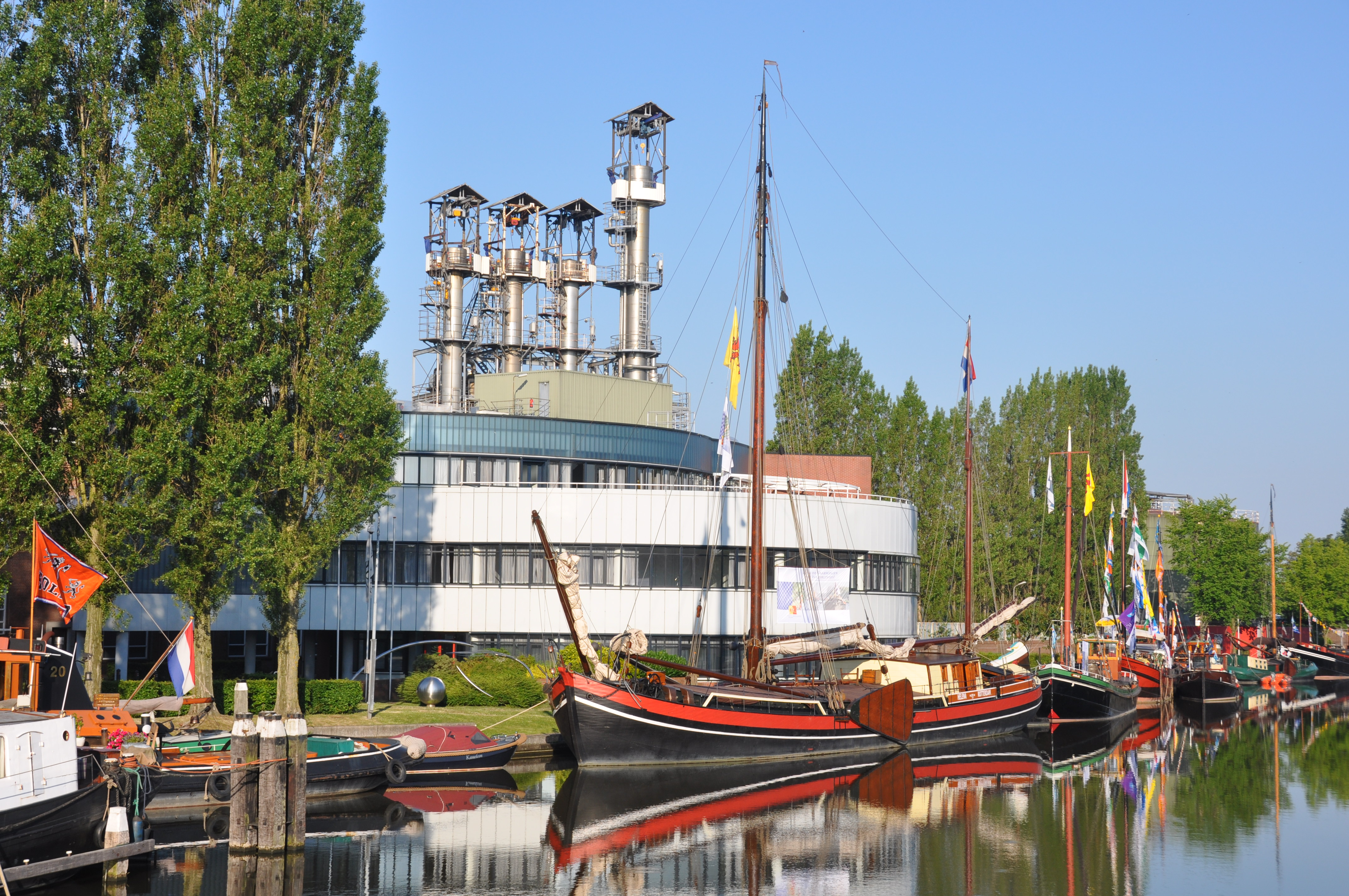
In Gouda
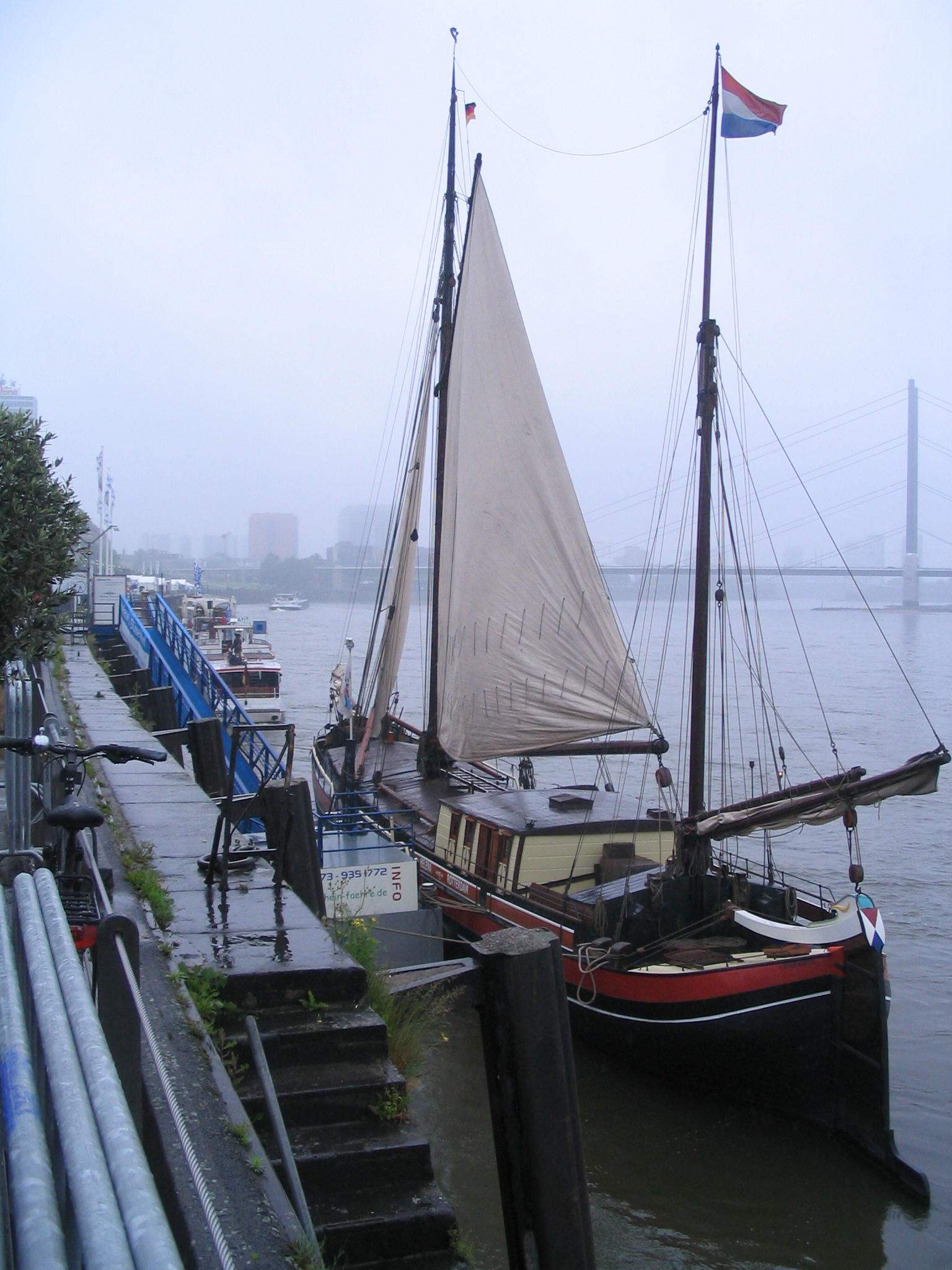
In Düsseldorf
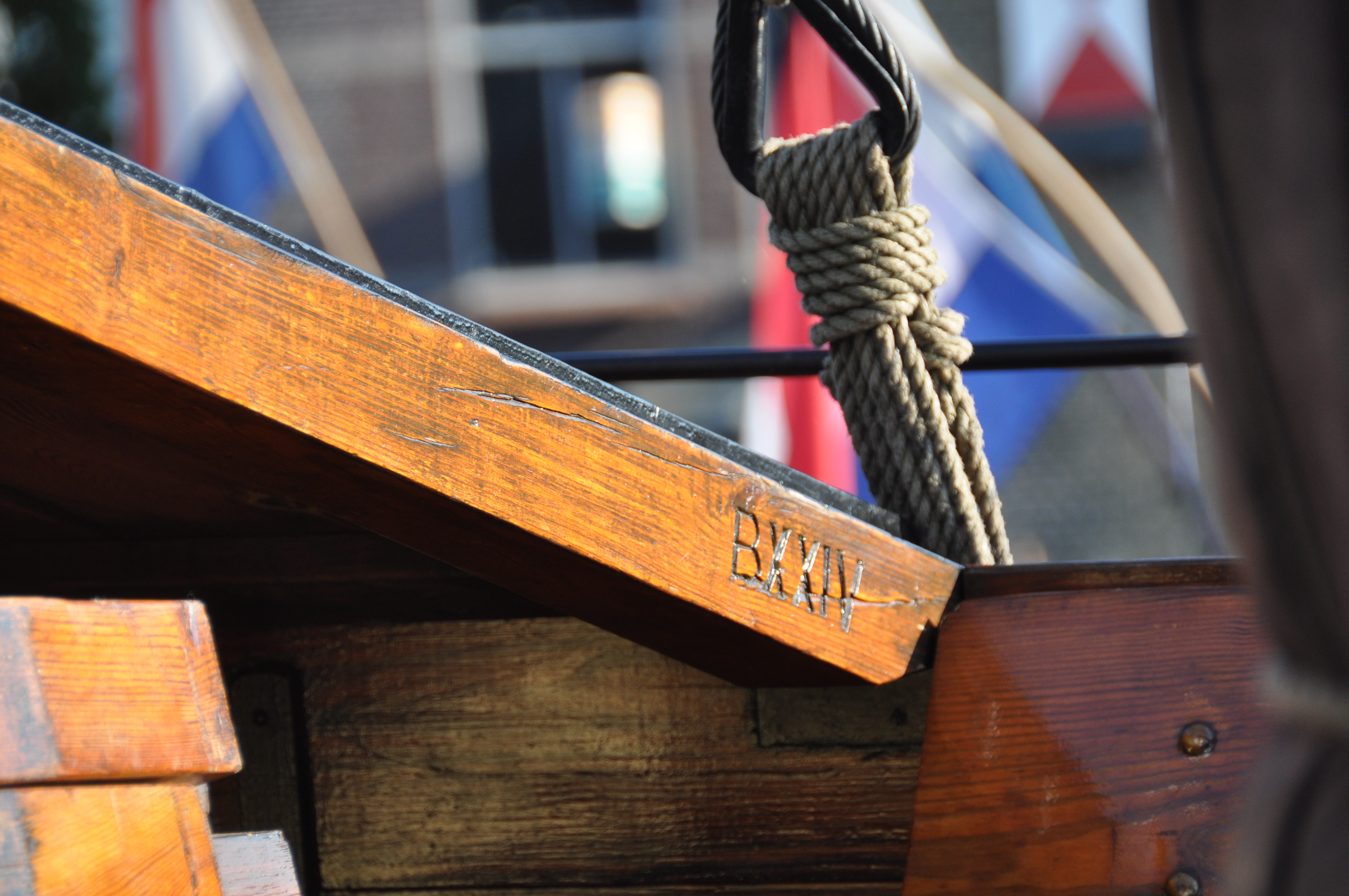
Merkel